# トーマス・ホルスフィールド

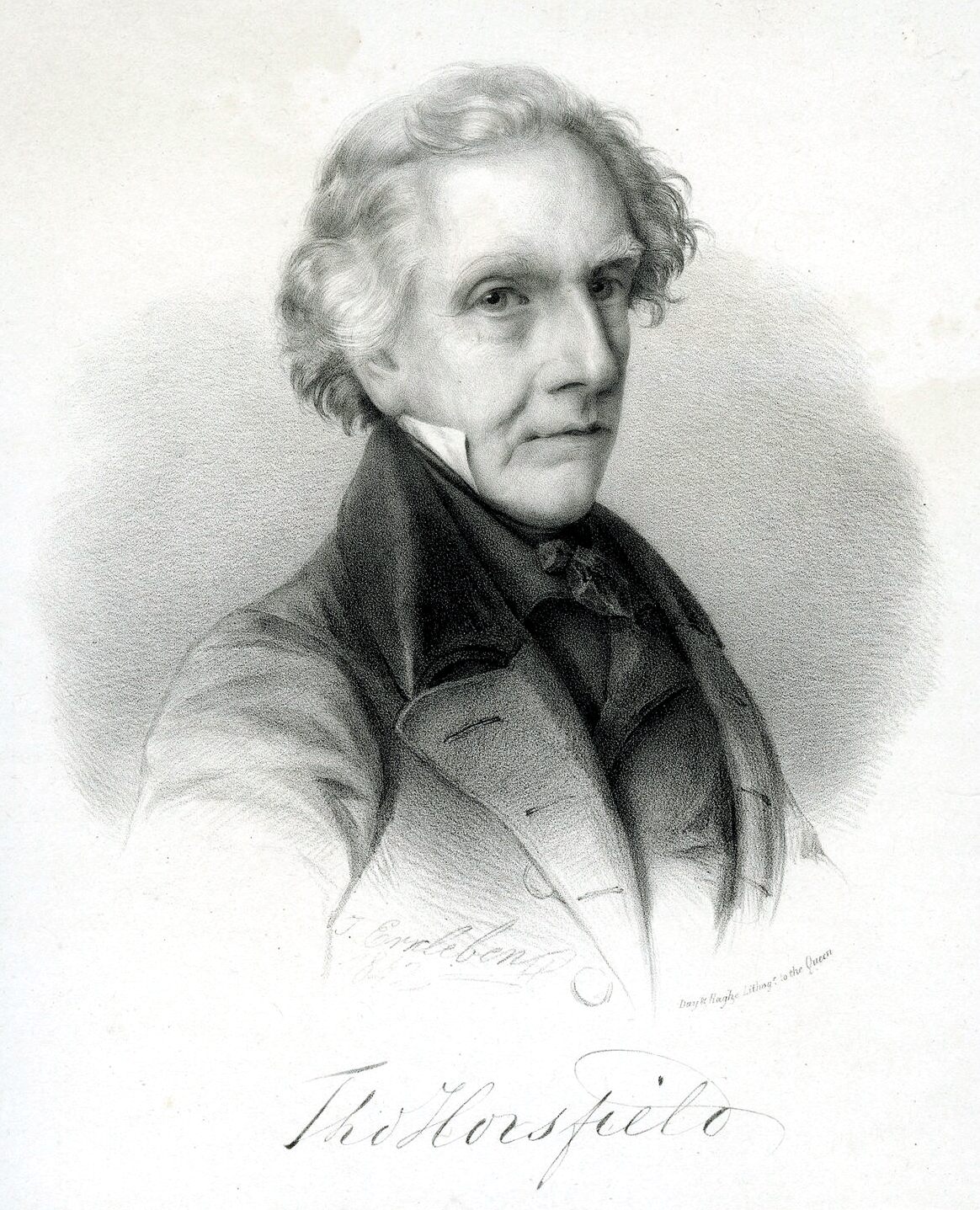
Portrait by J. Erxleben

トーマス・ホルスフィールド（Thomas Horsfield M. D.、1773年5月12日 – 1859年7月24日）はアメリカ合衆国の医師、博物学者である。インドネシアで働き、多くの植物、動物について、記載した。後に、ロンドンの東インド会社博物館の学芸員となった
。

## 略歴
ペンシルバニア州のベスレヘムに生まれた。祖父のTimothy Horsfield, Sr. (1708- 1773)はリバプール生まれで1725年にニューヨークに移民として渡ってきた人物で肉屋を経営した後、ペンシルバニアに移住し、治安判事を務め、先住民から開拓民を守る軍の将校を務めた人物である。モラヴィア教会の学校で学んだ後、ペンシルバニア大学に入学し、オットー教授（John Frederick Otto?）のもとで薬学を学び、有毒ツタの研究をして卒業した。
1790年に中国へ航海する商船の船医となりジャワなど寄航し、薬用植物に強い興味を抱いた。1801年、バタヴィアのオランダ植民地軍の軍医となりインドネシアの植物、動物に興味を持ち、ナポレオン戦争の結果、オランダ領東インドがに1911年に、イギリスの東インド会社のジャワ副知事、トーマス・ラッフルズの統治を受けるようになると、友人となったラッフルズの依頼で動植物の採集を行うようになった。1816年にオランダの支配が回復すると、スマトラに移り、1819年に健康を害して、ロンドンに戻った。
ロンドンでもラッフルズと交流し、ロンドンの東インド会社博物館の学芸員に任命され、東洋学者のウイルキンス（Charles Wilkins）の下で働いた。東インド会社博物館で没するまで働き、地質学、植物学、動物学、昆虫学の分野で働いた。1820年にロンドン・リンネ協会のフェローに選ばれ、後に副会長を務めた。1826年に創立されたロンドン動物学会の事務長補を務め、1828年には王立協会の会員に選ばれた。1833年に創立された王立ロンドン昆虫学会の創立者の一人である.。

## 著作
- An experimental dissertation on the Rhus vernix, Rhus radicans and Rhus glabrum, commonly known in Pennsylvania by the names of poison-ash, poison-vine and common sumach. Cist, Philadelphia 1798.
- Impressions of dried plants from Java. 1812.
- Systematic arrangement and description of birds from the island of Java. 1820.
- The History and antiquities of Lewes and its vicinity. Baxter, Lewes 1824.
- Zoological Researches in Java and the Neighbouring Islands. Kingsbury, Parbury & Allen, London 1821–1824.
- A descriptive catalogue of the lepidopterous insects contained in the Museum of the Honourable East India Company. Parbury & Allen, London 1828/29.
- The history, antiquities and topography of the county of Sussex. Baxter, Lewes 1835.
- Plantae javanicae rariores, descriptae iconibusque illustratae, quas in insula Java, annis 1802–1818. Allen, London 1838-52.
- Essay on the cultivation and manufacture of tea in Java. Cox & sons, London 1841.
- A catalogue of the lepidopterous insects in the Museum of the Hon. East-India Company. Allen, London 1857-59.

## 学名にホルスフィールドの名がつけられた生物の一部
- ヨツユビリクガメ（Agrionemys horsfieldii）
- イソヒヨドリ （Myophonus horsfieldii）
- インドルリチョウ（Myophonus horsfieldii）